# 野に咲く花のように (GACKTの曲)
「野に咲く花のように」（のにさくはなのように）は、2007年2月7日にGacktが発表した楽曲、及び同曲を収録したシングル。通算26枚目のシングルである。キャッチコピーは「夢を叶えること、それは強い意志を貫くこと」。

## 概要
前作「Love Letter」以来約1年振りの新曲となった。歌とアコースティックギターのみ（「野に咲く花のように (PF Style)」では歌とピアノのみ）というアンプラグドな構成となっている。
初回限定盤には、同曲のPVを収録したDVDと同曲のピアノスコアが封入されている。

## 本作発売の経緯
楽曲を制作するきっかけは2005年、当時GacktがDJとしてラジオ番組を担当していた際、兵庫県立舞子高等学校に在籍していたリスナーの少年が「自分の在籍する学科が定員割れの危機に瀕しているため応援して欲しい」との相談を受けたことによる。その際Gackt自身が番組内で「学科の意義や魅力を自らの手でアピールする活動を興してみてはどうか」と提案した上で、「定員割れを防ぐことが出来た場合、卒業式へ歌を書き下ろして贈る」との旨を発言した。
その後、学科の志望人数が定員を上回ったため、約束を果たす形で楽曲の制作を開始。2006年2月28日に同校へ来校、卒業式にサプライズゲストとして飛び入り参加し、ミニライブとして書き下ろされた同曲を卒業生・在校生の前で初披露した。なお、楽曲が出来上がった時期は来校の2日前であったという。この模様は日刊スポーツ他各種メディアでも報じられ、日本テレビ系音楽番組『誰も知らない泣ける歌』（2009年1月13日放送）等のテレビ番組でも取り上げられた。後に、その少年は、Gacktのスタッフとして働いている。
以降約1年程公に発表されることはなかったが、2007年1月に公式サイト上で、ファンの要望に応えた上で本作の正式な音源化を発表し、2月7日にシングルとして発売された。本作のPV制作の際、長崎県立長崎北陽台高等学校から写真の提供があったことをきっかけに、Gacktは2度目の卒業式ライブを決意。3月1日に来校し、卒業式でミニライブとして演奏を行った。
更に、2008年3月1日の茨城県立佐竹高等学校の卒業式においても、MALICE MIZERでともに活動した亡き親友のKamiの母校で思いを届けるべく熱唱した。

## 収録曲

### CD
- 全作詞・作曲:Gackt.C

1. 野に咲く花のように
NHK『みんなのうた』2007年2月 - 3月度使用曲、ロングのうた（5分間1曲枠）で放送された[3]。放送ではCパートを省略し、アウトロをアレンジしたが、ロングのうたの中では約30秒早く終わっていたため残りの時間帯を放送スケジュールの案内に充てていた。
PVは、教室の授業風景、部活動、登下校、体育祭や文化祭など学校生活の一部を、映像や写真にて公式サイト上で公募し、Gackt自ら選考し完成させた。『みんなのうた』ではPVがそのまま使用された。この映像は2011年販売の『みんなのうた DVD-BOX II』（Disc.4）に収録されている。
このシングルを発売した当時は、オリジナルアルバムやベストアルバムに収録されなかったが、3年の時を経て、ようやくベストアルバム『THE ELEVENTH DAY 〜SINGLE COLLECTION〜』にて収録されることとなった。だが、Gacktがソロデビュー後のシングル表題曲の中でライブで1回も演奏されていない。
因みに、この曲のアルバム収録回数は、6thシングル「再会 〜Story〜」と並んで少ない。
2016年に、アニメTRICKSTER -江戸川乱歩「少年探偵団」より-の10話の挿入歌に使用された。
2. 野に咲く花のように (Minna no Uta)
みんなのうた収録バージョン。
3. 野に咲く花のように (PF Style)
4. 野に咲く花のように (Instrumental)
5. 野に咲く花のように (PF Solo)

### 初回限定盤 DVD
1. 野に咲く花のように PV

## 収録アルバム
- THE ELEVENTH DAY 〜SINGLE COLLECTION〜 (#1)